# Otomops harrisoni
Otomops harrissoni — вид родини Молосові (Molossidae), ссавець ряду лиликоподібні (Vespertilioniformes, seu Chiroptera). Таксон, раніше визнаний як Otomops martiensseni  описано як новий вид, Otomops harrisoni і може бути диференційований від O. martiensseni на основі як молекулярних так і морфометричних даних. Місцевість зразків, що належать О. harrisoni припускає, що його ареал простягається від Аравійського півострова (Ємен) до Еритреї та на південь, до Ефіопії та Кенії.